# باميلا فرازير
باميلا فرازير (بالإنجليزية: Pamela Fraser)‏ هي فنانة أمريكية، ولدت في 1965.